# گل‌فروشی

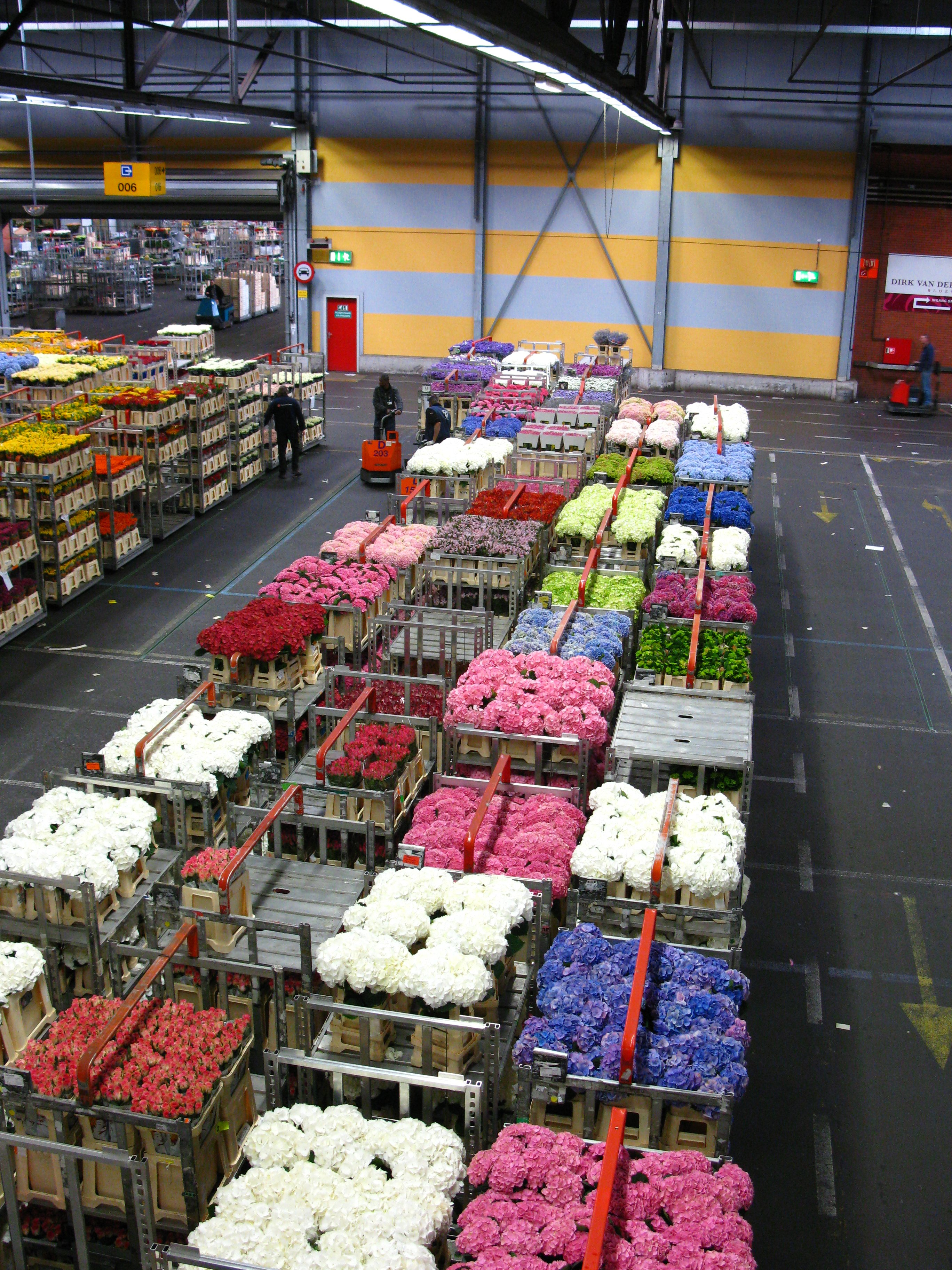
یک گل‌فروشی در شهر آلسمیر

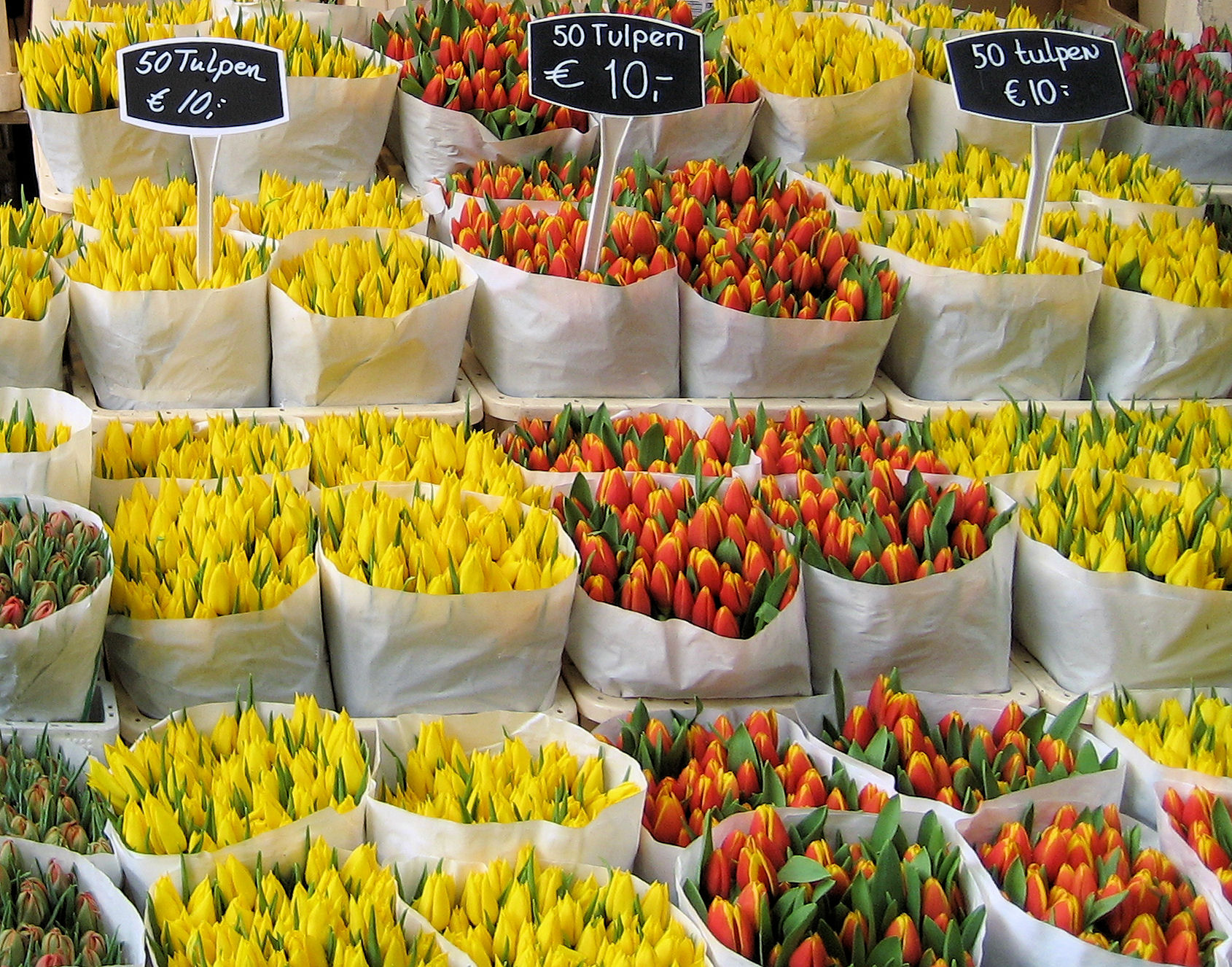
فروشگاه لاله در شهر آمستردام

گل‌فروشی تولید، تجارت و دادوستد گل است. این صنعت شامل رسیدگی و مواظبت از گل، طراحی و چیدمان گل، تجارت، نمایش و تحویل گل هم می‌شود. عمده‌فروش‌ها انبوهی از گل‌ها و فراورده‌های مرتبط با آنها را به حرفه‌ای‌های این تجارت می‌فروشند. خرده‌فروش‌ها اغلب گل‌های تازه و محصولات و خدمات مرتبط را به مشتری‌ها می‌فروشند.
این صنعت می‌تواند در کشت گل و تزیین و کار فروش آنها وارد شود. بسیاری از مواد خام فراهم شدهٔ تجارت گل از صنعت گل‌های چیده‌شده است. گل‌فروشی‌ها همراه با فروشگاه‌های آن‌لاین بازارهای اصلی فروش گل هستند اما سوپر مارکت‌ها، مغازه‌هایی که وسایل باغبانی می‌فروشند و جایگاه‌های سوخت هم گل می‌فروشند.